# نيكي جولي
نيكي جولي هي فنانة مكياج اشتهرت بعملها في فيلم سجلات نارنيا: الأسد، الساحرة وخزانة الملابس. تم ترشيحها في حفل توزيع جوائز الأوسكار الثامن والسبعون لجائزة الأوسكار لأفضل مكياج وتصفيف شعر شاركت في ترشيحها مع ديف إلسي ، عن فيلم حرب النجوم الجزء الثالث: انتقام السيث.

## الافلام
- فيلم جزيرة الدكتور مورو عام 1996
- ذا ماتريكس (فيلم)
- سجلات نارنيا: الأسد، الساحرة وخزانة الملابس
- حرب النجوم الجزء الثالث: انتقام السيث
- عودة سوبرمان (فيلم)